# Leme do Prado
Leme do Prado est une municipalité brésilienne de l'État du Minas Gerais et la microrégion de Capelinha.